# Elektronikus vonatmegállító
Pour les articles homonymes, voir EVM.
L'Elektronikus vonatmegállító (hongrois pour « dispositif électronique d'arrêt du train ») ou EVM est un système de sécurité ferroviaire utilisé par les chemins de fer d'État hongrois (MÁV). Il sert à contrôler l'indication donnée par les signaux et à alerter le conducteur s'il ne les respecte pas.

## Principe
L'équipement au sol se compose de circuits de voie codés qui fonctionnent avec une fréquence porteuse à la transmission des informations. La fréquence porteuse est codée par une modulation d'amplitude de 100 % avec un appareil de codage électronique. La transmission des données se fait par les circuits de voie.
Transmission des données au train :
- fréquence porteuse de 75 Hz,
- codes d'amplitude modulée,
- 7 codes (6 codes de vitesse).

Ce dont le conducteur est avisé :
- état du contrôle EVM (actif ou non);
- aspect du signal : arrêt, vitesse admise au prochain signal (15 km/h, 40 km/h, 80 km/h, 120 km/h, maximum) ;
- dysfonctionnement ou locomotive tractée ;
- mode manœuvre.

Ce que l'EVM contrôle :
- signaux d'arrêt ,
- limites de vitesse (15 km/h, 40 km/h, 80 km/h, 120 km/h, maximum) ,
- limitation de vitesse en mode manœuvre.

Le freinage d'urgence est déclenché :
- si une limite de vitesse n'est pas respectée ,
- si le train passe un signal à l'arrêt à plus de 15 km/h ,
- si la limite de 40 km/h du mode manœuvre est dépassée (dans ce cas, le freinage d'urgence se fait sans le retentissement d'un signal sonore).

## Indications en cabine
|  | EVM inactif.                                                                        |
|  | Signal suivant : voie libre.                                                        |
|  | Signal suivant : voie déviée 120 km/h.                                              |
|  | Signal suivant : voie déviée 80 km/h.                                               |
|  | Signal suivant : voie déviée 40 km/h.                                               |
|  | Signal suivant : arrêt.                                                             |
|  | Arrêt. Le franchissement du signal peut se faire à une vitesse maximale de 15 km/h. |
|  | Mode manœuvre (vitesse limitée à 40 km/h).                                          |